# 国際的監視網の暴露 (1970年-2013年)
国際的監視網は、国境を跨いだ人口全体への世界的な大量監視を指す。国際的監視網の存在は1970年代に暴露され、アメリカ国家安全保障局（NSA）による国内でのスパイ活動の抑制を目指す一部国会議員による活動が見られたが、1980年代にエシュロンの存在が暴露され、1990年代にその存在が確認されるまで、継続的な公衆からの注目を集めることはなかった。2013年、エドワード・スノーデンによる国際的監視網の暴露により、この問題が世界的なメディアの関心を集めた。